# Spiroplectinatinae
Spiroplectinatinae es una subfamilia de foraminíferos bentónicos de la familia Verneuilinidae, de la superfamilia Verneuilinoidea, del suborden Verneuilinina y del orden Lituolida. Su rango cronoestratigráfico abarca desde el Aptiense (Cretácico inferior) hasta el Santoniense (Cretácico superior).

## Discusión
Clasificaciones previas incluían Spiroplectinatinae en el suborden Textulariina del Orden Textulariida, o en el orden Lituolida sin diferenciar el suborden Verneuilinina.

## Clasificación
Spiroplectinatinae incluye a los siguientes géneros:
- Belorussiella †
- Gaudryinoides †
- Spiroplectina †
- Spiroplectinata †

Otro género considerado en Spiroplectinatinae es:
- Pseudospiroplectinata †, aceptado como Spiroplectina